# 竹东站 (韩国)
竹東站（：／ Jukdong yeok */?）是東海線沿線的一座鐵路車站，位於韓國慶尚北道慶州市外東邑竹東里，於2021年末關閉。

## 歷史
- 1965年6月11日：落成啟用[1]。
- 2016年12月30日：東海南部線编入东海本线，並迁至距起点站（釜山镇站）93.9公里处[2][3]。
- 2021年12月28日：廣域電鐵東海線第二階段複線電氣化工程完工通車，本站關閉停用。

## 相鄰車站
韓國鐵道公社
東海線
入室－竹東－佛國寺